# 25869 Jacoby
25869 Jacoby è un asteroide della fascia principale. Scoperto nel 2000, presenta un'orbita caratterizzata da un semiasse maggiore pari a 3,9740145 UA e da un'eccentricità di 0,1429096, inclinata di 16,97315° rispetto all'eclittica.